# Quintinos
Quintinos é o distrito do município de Carmo do Paranaíba no oeste do estado de Minas Gerais.
A área territorial do distrito de Quintinos estende-se por 499,37 km².

## História
- 1901 Criação do Distrito de Quintinos - Lei Estadual Nº 1.039 de 12/12/1953 (Lei Municipal nº 52 de 16/4/1901).[1]

- 1911 o Distrito passou a fazer parte do Município de Patos. [2]

- 1921 Marca o dia 21 de Abril, futuro distrito de Quintinos, município de Patos de Minas. [3]

- 1938 Em uma nova divisão territorial, o Distrito de Quintinos é incorporado ao Município de Carmo do Paranaíba [4]

## Economia
Desde os primórdios a economia do distrito é composta basicamente pela agropecuária, onde pode-se destacar a criação de bovinos de corte e leite e as lavouras de feijão, milho e café.
O distrito possui ainda uma fábrica de laticínios e uma de rações que empregam a grande parte da população.